# Bâtiment de l'école élémentaire Milenko Brković-Crni à Zaječar
Le bâtiment de l'école élémentaire Milenko Brković-Crni à Zaječar (en serbe cyrillique : Зграда Основне школе Миленка Брковић-Црни у Зајечару ; en serbe latin : Zgrada Osnovne škole Milenka Brković-Crni u Zaječaru) se trouve à Zaječar et dans le district de Zaječar, en Serbie. Il est inscrit sur la liste des monuments culturels protégés de la république de Serbie (identifiant no SK 598),.

## Présentation

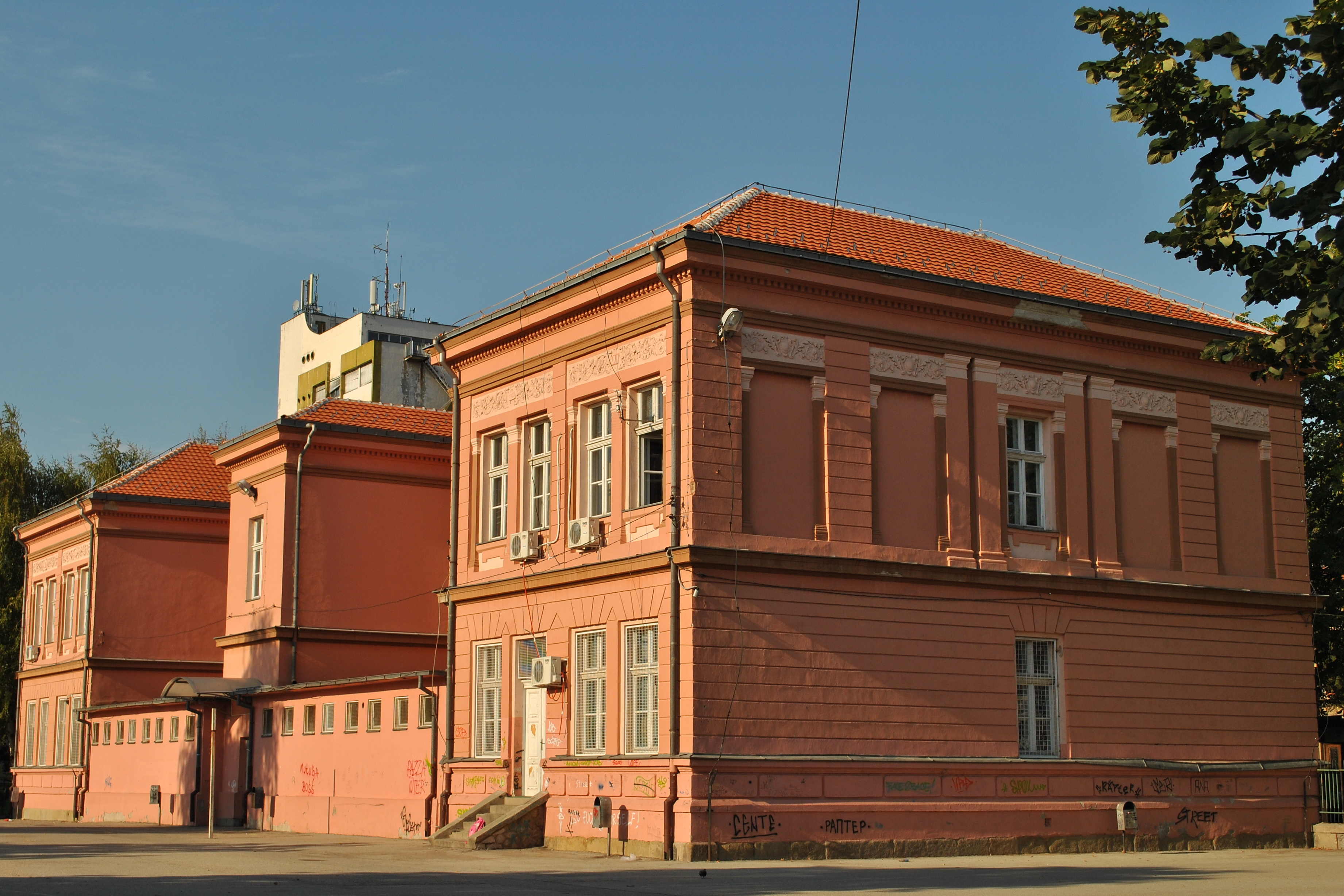
La façade arrière du bâtiment.

Le bâtiment de l'école élémentaire est situé dans le centre-ville au no 4 de la rue Dositejeva. Construit à fin du XIXe siècle par un architecte inconnu, il affiche son caractère d'établissement public par son apparence monumentale.
La façade principale de la rue Dositejeva s'organise de manière symétrique autour d'une avancée centrale où se trouve l'entrée principale ; à l'étage, trois grandes fenêtres en plein cintre ouvrent sur la salle de réception. L'avancée centrale est mise en exergue par une corniche en surplomb et par un attique couronné d'acrotères ; cette structure s'applique également à la corniche du toit qui couronne l'extrémité des ailes latérales. La façade principale est dotée d'une riche décoration plastique, avec des pilastres ioniques ou doriques, des guirlandes végétales et des encadrements de fenêtres moulurés, le tout dans l'esprit de l'éclectisme influencé par le style néo-Renaissance.
L'entrée ouvre sur un hall central muni d'un escalier, tandis que les salles de classe et les bureaux scolaires se répartissent dans les ailes ; le hall et la salle de réception sont richement décorés.
L'école a plusieurs fois changé de nom ; de 1953 à 1993, elle honorait le souvenir du héros national Milenko Brković Crni (1912-1941), un combattant de la Lutte de libération nationale ; depuis 1993, son nom rend hommage à la poétesse Desanka Maksimović (1898-1993).